# Ма Шаоу
Ма Шаоу (кит. трад. 馬紹武, пиньинь Mǎ Shàowǔ, 1874—1937) — представитель народности хуэй, родившийся в Юньнани, в Китае в Империя Цин, был членом Синьцзянской клики во времена Китайской Республики.

## Биография

### Служащий в Синьцзяне
Он сдал военные экзамены.
Он стал военачальником в армии Империи Цин и Китайской Республики. Служил мандарином. Во время правления Ян Цзэнсиня в Синьцзяне был назначен военачальником Куча, а затем даотаем Кашгара. Его власть распространялась на весь южный Синьцзян, и он командовал несколькими сотнями китайских солдат Хуэй и Хань.
Ма Шаоу сменил товарища Ма Фусина на посту Даотая после того, как застрелил его по приказу Ян Цзэнсиня.
Ма усилил антисоветские меры и сохранил китайский суверенитет в Синьцзяне, когда Советский Союз пытался вторгнуться на территорию Китая. Он посадил в тюрьму уйгура по имени Акбар Али, работавшего в советском консульстве, за разжигание уйгурских беспорядков. Восстание уйгуров было подавлено войсками из 400 хуэй.
В 1932 году Ма подавил киргизское восстание, возглавляемое Ид Мирабом, и заключил в тюрьму нескольких киргизских боевиков, включая Османа Али.
Когда Ма Чжунъин вторгся в провинцию в 1932 году, Ма Шаоу, будучи мусульманин-хуэй, командовал преимущественно ханьскими китайскими войсками против антипровинциальных уйгурских и хуэйских сил. Он неуклонно терял контроль над южным Синьцзяном, несмотря на то, что Цзинь Шурэнь назначил его главнокомандующим всеми китайскими силами в этом районе. Он послал ханьские китайские войска в Хотан и Маралбаши для борьбы с антипровинциальными силами, вывел китайские войска из Сарыколя в Кашгар для усиления гарнизона и поднял поборы киргизов.
Ма столкнулся с армией уйгуров и хуэй из Ганьсу под командованием Тимурбека и Ма Чжанцана, после чего Ма Чжанцан после переговоров перешёл на сторону Ма Шаоу, застрелив Тимурбека.
В битве при Кашгаре (1933) тюркские войска потерпели поражение. В это время Ма Шаоу ушёл с поста Дао-инь Кашгара. Когда в следующем году была провозглашена независимость Первой Восточно-Туркестанской республики, в битве при Кашгаре (1934) Ма Чжанцан и Ма Фуюань уничтожили тюркскую армию, вырезав более 2000 уйгуров и напав на британское консульство. Ма Фуюань и Ма Чжанцан восстановили Ма Шаоу на посту Дао-иня Кашгара. В 1934 году Ма Шаоу был серьезно ранен в результате покушения на него по приказу Шэн Шицай. Ма отправили на лечение в Советский Союз для лечения, и он выздоровел, но остался на костылях.
В 1937 году, во время Синьцзянской войны (1937), Ма Шаоу был обвинен Шэн Шицай в принадлежности к «фашистско-троцкистской» сети, включая Ходжа Нияза и Ма Хушань, наряду с другими утверждениями, которые Шэн Шицай использовал в качестве предлога для проведения своей собственной чистки в Синьцзяне наряду с Великой чисткой Иосифа Сталина.

Ма Шаоу был убит по приказу Шэн Шицая.      